# Jimmie Allen
Jimmie Allen (* 18. Juni 1986 in Milton, Delaware) ist ein US-amerikanischer Countrysänger und Songwriter. Als erster Afroamerikaner bekam er 2021 sowohl bei den ACM Awards als auch bei den CMA Awards die Auszeichnung als Newcomer des Jahres.

## Biografie
Jimmie Allen wuchs an der Ostküste der USA im kleinen Bundesstaat Delaware auf, bevor er 2007 nach Nashville ging. In den ersten Jahren versuchte er vor allem über Wettbewerbe und Casting-Shows ins Musikgeschäft zu kommen. Bei nationalen Wettbewerben wie America’s Got Talent und American Idol schied er jedoch früh aus. Beim Letztgenannten freundete er sich mit Scotty McCreery an, der die Staffel 2010 gewann und ihn anschließend als Support mit auf Tour nahm. Dies verschaffte ihm die notwendige Aufmerksamkeit und er bekam zuerst mehrere Verträge als Songwriter, bevor er im August 2017 bei Stoney Creek Records einen Plattenvertrag unterschrieb.
Seine erste nach ihm selbst benannte EP erschien noch im selben Jahr. Ein Jahr später hatte er seinen Chartdurchbruch mit dem Debütalbum Mercury Lane, benannt nach seiner Heimatadresse in seinem Geburtsort Milton. Es kam auf Platz 11 der Countrycharts und konnte sich auch in den offiziellen Billboard 200 platzieren. Mit Best Shot enthielt es einen Nummer-eins-Hit in den Country-Radiocharts, der in die Top 40 der Singlecharts kam und mit Platin ausgezeichnet wurde. Ein zweiter Song des Albums, Make Me Want To, konnte Platz 1 und Platin wiederholen.
2020 ließ er die EP Bettie James (benannt nach zwei Familienmitgliedern) mit sieben Kollaborationen folgen. Unter anderem wirkten Rapper Nelly, Popsängerin Noah Cyrus und Countrysänger wie Tim McGraw, Darius Rucker und Charley Pride mit. Als Genre-übergreifendes Werk war es in den Charts nicht so erfolgreich, immerhin war Freedom Was a Highway mit Brad Paisley ein Singlehit und This Is Us mit Noah Cyrus erreichte Goldstatus. In der Fachwelt bekam Allen jedoch gute Kritiken und bei den beiden großen Musikpreisen des Country, den Academy of Country Music Awards und den Country Music Association Awards, wurde er jeweils als bester neuer Musiker ausgezeichnet. Ein Jahr nach der EP veröffentlichte Allen eine auf 16 Songs erweiterte Version unter anderem neu mit Keith Urban, Little Big Town und den R&B-Musikern Babyface und Monica. Umgekehrt war er wenig später Gast bei einem der 16 Songs (Beauty in the Bones) auf Elton Johns Lockdown-Sessions-Album. Bei den Grammy Awards 2022, dem wichtigsten US-Musikpreis, gehörte er zu den Nominierten in der Newcomer-Kategorie. 

## Diskografie

### Studioalben
| Jahr | Titel                     | Höchstplatzierung, Gesamtwochen, AuszeichnungChartsChartplatzierungen (Jahr, Titel, Platzierungen, Wochen, Auszeichnungen, Anmerkungen) | Anmerkungen                            |
| Jahr | Titel                     | US | Anmerkungen                            |
| ---- | ------------------------- | --- | -------------------------------------- |
| 2018 | Mercury Lane              | US14 (128 Wo.)US | Erstveröffentlichung: 12. Oktober 2018 |
| 2021 | Bettie James Gold Edition | — | Erstveröffentlichung: 25. Juni 2021    |
| 2018 | Tulip Drive               | — | Erstveröffentlichung: 24. Juni 2022    |

### EPs
- 2017: Jimmie Allen
- 2020: Bettie James

### Singles
| Jahr | Titel Album                        | Höchstplatzierung, Gesamtwochen, AuszeichnungChartsChartplatzierungen (Jahr, Titel, Album, Platzierungen, Wochen, Auszeichnungen, Anmerkungen) | Anmerkungen                                            |
| Jahr | Titel Album                        | US | Anmerkungen                                            |
| ---- | ---------------------------------- | --- | ------------------------------------------------------ |
| 2018 | Best Shot Mercury Lane             | US37 Platin · (20 Wo.)US | Erstveröffentlichung: 20. Februar 2018                 |
| 2019 | Make Me Want To Mercury Lane       | US49 Platin · (10 Wo.)US | Erstveröffentlichung: 1. Februar 2019                  |
| 2021 | Freedom Was a Highway Bettie James | US45 Gold · (20 Wo.)US | Erstveröffentlichung: 1. Februar 2021 mit Brad Paisley |
| 2022 | Down Home Tulip Drive              | US61 (9 Wo.)US | Erstveröffentlichung: 14. März 2022                    |

Weitere Singles
- 2020: This Is Us (mit Noah Cyrus; US: Gold[3])
- 2022: Easy (mit Nick Carter)
- 2023: Be Alright

## Auszeichnungen
- Academy of Country Music Awards
  - 2021: New Male Artist of the Year

- Country Music Association Awards
  - 2021: New Artist of the Year

- Grammy Awards
  - Nominierung 2022: Best New Artist